# Lise na steni

Lise na steni (COBISS) je zbirka kratke proze Igorja Zabela, izšla je leta 1993 pri založbi Aleph. 

## Vsebina
Zbirka 40 impresijskih imitacij in short short stories, ki nas soočajo z estetiko majhnega, obrobnega, vsakdanjega. Postavljene so v kontekst minimalizma. Zanimanje avtorja je usmerjeno v majhno, fragmentarno, v zgodbah prevladuje tehnika »filmskega«, »reističnega« beleženja drobcev stvarnosti, ki je krhka, neobstojna, minljiva.